# Ingrid Elfberg
Ingrid Gunilla Elfberg, född 9 augusti 1958 i Östersund, är en svensk författare bosatt i Halden, Norge. Hon romandebuterade 2009 med Gud som haver, en spänningsroman med Göteborg som miljö.

## Biografi

### Bakgrund
Ingrid Elfberg är född och uppväxt i Östersund, och utbildade sig till kommunikatör vid Högskolan i Jönköping. Sedan arbetade hon drygt tio år som art director på en rad olika reklambyråer. Under slutet av nittiotalet in på tvåtusentalet arbetade hon inom IT-branschen som Creative Director. Elfberg har också varit kursledare vid Skrivarakademin på Folkuniversitetet. 2004 fick hon Ballografpriset för sin novell "Stormen".

### Romaner
Debutromanen Gud som haver (2009) är en spänningsroman som utspelar sig i Göteborg. Idén till boken föddes i början av 2000-talet när Elfberg gick en skrivkurs på Fridhems folkhögskola i Svalöv. Boken refuserades först, men efter att Elfberg skrivit om nappade bokförlaget Kabusa böcker. Debutboken sålde enligt förlaget i mer än 40 000 exemplar. Den är översatt till tyska och norska.
2013 släpptes Elfbergs andra roman, Tills döden skiljer oss åt. Även den boken har Göteborg som inramning, och dess huvudperson – polisen Erika – längtar hem till Östersund. Boken är en deckare, även om Elfbergs förlag valt att beskriva den som en psykologisk thriller.
Elfberg anser själv att deckargenren passar för att skriva om samhällsproblem. Handlingen i Tills döden skiljer oss åt handlar om våld i nära relation. I berättelsen figurerar en försvunnen kvinna, och under polisutredningen uppdagas en muthärva. Kopplingen till de muthärvor som på senare år avslöjats i Göteborg är medveten, menar Elfberg.
2015 utkom Elfbergs tredje bok, Den du borde frukta, som tar upp faror med nätdejtning och har Linnéstaden i Göteborg som skådeplats. Elfberg provade under sitt researcharbete själv på att nätdejta som en man i femtioårsåldern.
Den fjärde boken, Monster, handlar om mobbning och utspelar sig i Göteborg och Östersund.
Den femte boken, Lilla dockan, handlar om gromning av unga på nätet och utspelar sig i Göteborgsmiljöer, bland annat Gothia Towers.
Sjätte boken, Dagbrottet, är den första delen i Jämtlandsserien, som utspelar sig i Jämtland och Härjedalen. Den handlar om Zara, som arbetar som undercoveroperatör på polisen men som tvingas ligga lågt en period och placeras på polisen i Östersund. Boken handlar om den hotande gruvdriften i Storsjöbygden.
Sjunde boken, Särlingen, är andra delen i Jämtlandsserien, och utspelar sig under en ovanligt het sommar i Härjedalen där ett brutalt rånmord sker och skogarna börjar brinna.

## Utmärkelser
2003 fick Elfberg tredje pris i en deckarnovelltävling i Arbetarnas bildningsförbunds kulturtidning Fönstret. 2004 vann hon första pris i novelltävlingen Ballografpriset, för sin novell "Stormen". Ballografpriset delas ut av företaget Ballograf i samarbete med Expressen. Temat det året var "spänning", och författaren i juryn var Håkan Nesser, och antalet bidrag var drygt fyra hundra.